# Колючка сахалінська
Колючка сахалінська (Pungitius tymensis) — вид риб родини колючкових (Gasterosteidae). Прісноводна бентопелагічна риба, що сягає 7,0 см довжиною. Є ендеміком островів Хоккайдо і Сахалін.